# Liu Qi (político)

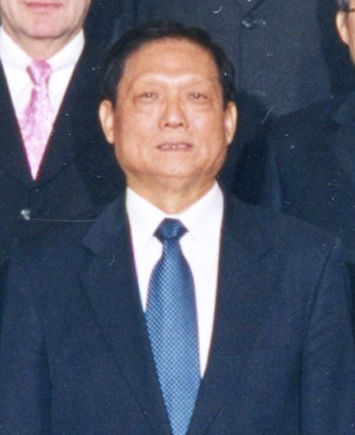
Liu Qi

Liu Qi (chinês tradicional: 刘淇; pinyin: Liú Qí; novembro de 1942) é secretário do Partido Comunista Chinês e membro do Politburo. Foi presidente do Comitê Organizador dos Jogos Olímpicos de Verão de 2008.